# Die fröhliche Gauner GmbH
Die fröhliche Gauner GmbH ist eine US-amerikanische Kriminalkomödie aus dem Jahr 1942 von Lloyd Bacon mit Edward G. Robinson und Jane Wyman in den Hauptrollen. Der Film wurde von Warner Bros. produziert und basiert auf dem Bühnenstück The Night Before Christmas von Laura und S. J. Perelman.

## Handlung
Im Gefängnis weist Pressure Maxwell den Vorschlag seines Zellenkameraden Leo Dexter, nach ihrer Freilassung eine Bank zu überfallen, zurück. Pressure will mit seiner Adoptivtochter Denny Costello und seinen Freunden Jug Martin und Weepy Davis nach Florida ziehen und dort Hunderennen veranstalten.
Nach seiner Freilassung muss Pressure 25.000 Dollar für die Rennbahn aufbringen. Einen Kreditantrag lehnt seine Bank ab. Nun entschließt sich der frustrierte Pressure die Bank auszuräumen. Mit Jugs Hilfe fingiert er einen Autounfall und kann so mit dem erschlichenen Geld ein leeres Geschäftslokal neben der Bank kaufen. Das Geschäft, ein ehemaliger Laden für Koffer und Gepäck, soll als Tarnung dienen, während die Männer einen Tunnel zur Bank graben.
Weepy wird von dem Geschäftsmann Jeff Randolph zu einer großen Bestellung von Koffern überredet. Als die Lieferung ankommt, ist Denny, die vom Raub nichts weiß, im Laden. Denny und Jeff arrangieren eine Werbekampagne und schon bald ist der Laden voller Kunden. Jug muss nun seine Grabungsarbeiten einstellen.
Benachbarte Geschäftsinhaber bitten Pressure um Hilfe. Er soll die Stadtverwaltung dazu bringen, die Straße auszubessern, da ihr schlechter Zustand potentielle Kunden abhält. Pressure nimmt halbherzig Kontakt auf. Die Verantwortlichen sind so begeistert von Pressures Geschäftserfolg, dass die Straße in kurzer Zeit ausgebessert ist. Der Vorstand der Bank will die Filiale vergrößern und Pressures Laden kaufen.
Bevor es zum Verkauf kommen kann, ist Leo Dexter ausgebrochen und will beim Bankraub mitmachen. Doch Pressure hat durch seinen Geschäftserfolg den Plan aufgegeben. Leo indessen beharrt auf den Raub und will die Wand zwischen Bank und Laden kurzerhand wegsprengen. Pressure versucht Zeit zu schinden, er will den Laden an den vorherigen Besitzer Homer Bigelow zurück verkaufen.
Leo hat die Sprengung für den Heiligabend geplant. Als Pressure und Bigelow im Laden auftauchen, schlägt Leo Bigelow nieder, der jedoch die Alarmanlage in Gang setzen kann. Pressure verhindert, dass Leo Bigelow erschießt, wird aber auch niedergeschlagen. Leo will flüchten, wird aber von der eintreffenden Polizei festgenommen. Im Laden bricht Feuer aus. Pressure rettet Bigelow aus den Flammen. Er wird als Held gefeiert und entschließt sich einen neuen und größeren Laden zu eröffnen. Gleichzeitig akzeptiert Denny Jeffs Heiratsantrag.

## Produktion
Gedreht wurde von Ende Oktober bis Ende Dezember 1941 in den Warner-Studios in Burbank.

## Stab und Besetzung
John Hughes war der Art Director, Milo Anderson der Kostümbildner. Leo F. Forbstein war der musikalische Direktor.
In kleinen nicht im Abspann erwähnten Nebenrollen traten Don Barclay, Charles Drake, James Flavin, Vera Lewis, Lucien Littlefield, Hank Mann und Harold Miller auf.
Die deutsche Synchronfassung entstand 1988.

## Veröffentlichung
Die Premiere des Films fand am 24. April 1942 in New York statt. In der Bundesrepublik Deutschland wurde er am 13. Oktober 1988 im deutschen Fernsehen ausgestrahlt. Er wurde auch unter dem Titel Die Gauner GmbH gezeigt.

## Kritiken
Das Lexikon des internationalen Films schrieb: „Gaunerkomödie mit turbulenten Einlagen.“
Die Filmzeitschrift Cinema lobte den Film als „gutmütiger Ganovenspaß mit Jane Wyman als Maxwells Adoptivtochter. Fazit: Drollige Krimiposse mit Topbesetzung.“